# Vlag van Boedapest

Vlag van Boedapest
(ratio 2:3)

De vlag van Boedapest is de vlag van de Hongaarse hoofdstad Boedapest. Het huidige ontwerp toont het stadswapen op een wit veld. De boven- en onderkant van de vlag worden bezet door afwisselend rode en groene gelijkbenige driehoeken. De vlag is op 15 september 2011 aangenomen, na een decreet van de Algemene Vergadering van Boedapest.

## Ontwerp en symboliek
De 11 driehoeken (6 rode, 5 groene) aan de boven- en onderkant overspannen de hele lengte van de vlag en hebben een hoogte van een tiende van die van de vlag. De kleuren rood, wit en groen vertegenwoordigen de nationale kleuren van Hongarije, zoals afgebeeld op de nationale vlag. De kleuren op de vlag van Hongarije symboliseren kracht (rood), trouw (wit) en hoop (groen). Het wapen, voor het eerst gemaakt in 1873, toont twee burchten op een rood veld, waarbij het kasteel met één toren bovenaan Pest voorstelt en het kasteel met drie torens onderaan Boeda en Oboeda. De twee kastelen worden gescheiden door een golvende witte lijn die de Donau voorstelt. Rondom dit schild staat links een leeuw op zijn achterpoten en rechts een mythologische griffioen. Bovenop het schild staat de Heilige Kroon van Hongarije. Het schild is ongeveer een derde van de hoogte van de vlag.

## Geschiedenis

Vlag van Boeda (tot 1873)
Vlag van Pest (tot 1873)
Vlagontwerp van Boedapest (1873)
Vlagontwerp van Boedapest (1873)
Vlag van Boedapest (1873–1930)
Vlagontwerp van Boedapest (1929)
Vlag van Boedapest (1930–1949)
Vlag van Boedapest (1984–1990)
Vlag van Boedapest (1990–2011)
Vlag van Boedapest (2011)
Huidige vlag van Boedapest sinds 2011